# Bahnhof Tullnerfeld
Tullnerfeld vasútállomás vasútállomás Ausztriában, Tulln an der Donau közelében.

## Vasútvonalak
Az állomást az alábbi vasútvonalak érintik:
- Westbahn
- Tullnerfelder Bahn

## Kapcsolódó állomások
A vasútállomáshoz az alábbi állomások vannak a legközelebb:
- Wien Hütteldorf
- Tulln/Donau Stadt station
- Michelhausen train station
- St. Pölten Hauptbahnhof
- Wien Meidling
- Bahnhof Tulln

## Forgalom
- InterCity vonatok in Salzburg Hbf, Wien Hbf, Flughafen Wien, Innsbruck Hbf, Bregenz, Villach Hbf, Klagenfurt Hbf és Saalfelden felé;
- R Regionalexpress- és Regionalzug St. Pölten Hbf, Tulln, Wien Westbf, Wien Franz-Josefs-Bf, Amstetten és St. Valentin felé;
- S4  Wiener Neustadt Hbf – Wien Hauptbahnhof – Stockerau – Absdorf-Hippersdorf (– Tulln Stadt – Tullnerfeld)
- S40  Wien Franz-Josefs-Bahnhof - Wien Spittelau - Wien Heiligenstadt - Klosterneuburg-Kierling - Tulln - Tullnerfeld - Herzogenburg - St. Pölten Hauptbahnhof
- 409  Tulln - Langenrohr - Tullnerfeld Bahnhof - Judenau - Sieghartskirchen
- 410  Tulln - Zöfing - Tullnerfeld Bahnhof - Judenau - Sieghartskirchen
- 442  Tulln - Tullnerfeld Bahnhof - Judenau - Neulengbach
- 443  Tulln - Tullnerfeld Bahnhof - Judenau - Heiligeneich - Würmla
- Klosterneuburg-Kierling - Tullnerfeld Bahnhof - St. Pölten